# Гарольд Альберт Лемб
Гарольд Альберт Лемб (англ. Harold Albert Lamb; 1 вересня 1892 — 9 квітня 1962) — американський історик, сценарист, романіст і письменник, відомий популяризатор історії. Народився 1 вересня 1892 року, помер 9 квітня 1962 року.

## Біографія
Гарольд Лемб народився 1 вересня 1892 року в Альпайні, Нью-Джерсі. Навчався в Колумбійському університеті, де у нього розвинувся інтерес до вивчення історії народів Азії. Вчився разом із відомими діячами культури Карлом Ван Дореном і Джоном Ерскіном. В університеті в 1929 році він отримав грант від фонду Гуггенхейма. Лемб почав кар'єру письменника в pulp — журналах, і швидко перейшов до престижного журналу «Адвенчур». Першою успішною роботою стала біографія Чингісхана, написана в 1927 році. На хвилі успіху Лемб став писати науково-популярні, біографії і популярні книги з історії та історико-пригодницькі романи аж до своєї смерті в 1962 році. Його двотомна історія хрестових походів стала користуватися успіхом і привернула увагу Сесіла Блаунт Де Мілля, який привернув Лемба для написання сценарію до фільму  Хрестові походи і багатьох наступних фільмів режисера. Лемб знав кілька мов, у числі яких були французька, латинська, перська, арабська і, як він сам заявляв, «маньчжурсько-татарська».

## Козак Клит
Лемб створив цикл повістей про Козака Хлита (англ. Khlit the Cossack) — про старого суворого козака, колишнього кошового отамана Запорізької Січі, видатного фехтувальника та неймовірного стратега — Клита на прізвисько Вовк (Khlit; варіанти прочитання: Кліт, Хліт і Хлит).

### Художня література
- Marching Sands (1920)
- The House of the Falcon (1921)
- The Grand Cham (1922)
- White Falcon (1926)
- Durandal (1931)
- Nur Mahal (1932)
- Kirdy (1933)
- Omar Khayyam (1934) // Омар Хаям. Геній, поет, вчений
- A Garden to the Eastward (1947)
- The Curved Saber (1964)
- The Mighty Manslayer (1969)
- The Three Palladins (1977)
- Durandal (1981)
- The Sea of the Ravens (1983)
- The Skull of Shirzad Mir (2006)
- Wolf of the Steppes (2006)
- Warriors of the Steppes (2006)
- Riders of the Steppes (2007)
- Swords of the Steppes (2007)
- Swords from the West (2009)
- Swords from the Desert (2009)
- Swords from the East (2010)
- Swords from the Sea (2010)

### Науково-популярні та історичні біографії
- Genghis Khan: The Emperor of All Men (1927) // Чингісхан. Володар світу
- Tamerlane (1928)
- The Flame of Islam (1930)
- Iron Men and Saints (1930)
- The Crusades (1931) // Хрестові походи
- The March of the Barbarians (1940)
- Alexander of Macedon: The Journey to World's End (1955)
- The March of Muscovy: Ivan the Terrible and the Growth of the Russian Empire, 1400—1648 (1948) // Іван Грозний та становлення Російської Імперії, 1400—1648
- The City and the Tsar: Peter the Great and the Move to the West, 1648—1762 (1948)
- The Earth Shakers (1949) // Тамерлан. Потрясатель всесвіту
- Suleiman the Magnificent (1951) // Сулейман. Султан Сходу
- Theodora and the Emperor: The Drama of Justinian (1952) // Феодора. Циркачка на троні
- Charlemagne: The Legend and the Man (1954) // Карл Великий. Засновник імперії Каролінгів
- Genghis Khan and the Mongol Horde (1954)
- New Found World: How North America Was Discovered and Explored (1955)
- Hannibal: One Man Against Rome (1958) // Ганнібал. Один проти Риму
- Constantinople: Birth of an Empire (1958)
- Chief of the Cossacks (1959)
- Cyrus the Great (1960) // Кір Великий. Перший монарх
- Babur the Tiger: First of the Great Moguls (1962) // Бабур-Тигр. Великий завойовник Сходу